# Divizia B 2005-2006
Divizia B 2005-2006 a fost al 66-lea sezon al celei de-a doua divizii din sistemul piramidal de ligi de fotbal din România. Sezonul a început pe 20 august 2005 și s-a terminat pe 17 iunie 2006.
S-a menținut sistemul cu trei serii, fiecare cuprinzând 16 echipe. La sfârșitul sezonului, câștigătoarele celor trei serii au promovat direct în Divizia A (acestea fiind Ceahlăul Piatra Neamț, Universitatea Craiova și UTA Arad). Ocupantele locurilor secunde Forex Brasov, Unirea Urziceni și FC Bihor au jucat un play-off pentru a decide a patra echipă promovantă în Liga I, câștig de cauză având Unirea Urziceni. Inițial s-a decis ca ultimele șase locuri din cele trei serii au retrogradat în Divizia C, măsură care a fost luată în vederea reducerii numărului de serii de la trei la două pentru sezonul 2006-2007, însă retragerea în timpul sezonului a unor echipe a schimbat configurația ligii.

## Schimbări de echipe
| Promovate din Divizia C - Cetatea Suceava - Portul Constanța - Dunărea Giurgiu - Poiana Câmpina - Râmnicu Vâlcea - CFR Timișoara - Minerul Lupeni - Forex Brașov - Gloria II Bistrița - FCM Reșița** Retrogradate din Divizia A - Apulum Alba Iulia - FC Brașov - FC U Craiova | Retrogradate în Divizia C - Tricotaje Ineu** - Internațional Pitești** - Deva** - Ghimbav - Building Vânju Mare - Oașul Negrești - Unirea Focșani - Oltul Slatina - ACU Arad - Politehnica Timișoara - Rulmentul Alexandria - Corvinul Hunedoara Promovate în Divizia A - FC Vaslui - Pandurii Târgu Jiu - Jiul Petroșani |